# Julia Voitovitsch
Julia Voitovitsch (Kiev, Ucrania, 8 de diciembre de 1976) es una nadadora retirada alemana, nacida en Ucrania, especializada en pruebas de estilo mariposa. Ganó la medalla de bronce en 100 metros mariposa y oro en 4x50 metros estilos durante el Campeonato Europeo de Natación en Piscina Corta de 1996.

## Palmarés internacional
| Campeonato Europeo de Natación en Piscina Corta | Campeonato Europeo de Natación en Piscina Corta | Campeonato Europeo de Natación en Piscina Corta | Campeonato Europeo de Natación en Piscina Corta |
| Año                                             | Lugar                                           | Medalla                                         | Prueba                                          |
| ----------------------------------------------- | ----------------------------------------------- | ----------------------------------------------- | ----------------------------------------------- |
| 1996                                            | Rostock (Alemania)                              | Medalla de bronce                               | 100 m mariposa                                  |
| 1996                                            | Rostock (Alemania)                              | Medalla de oro                                  | 4 × 50 m estilos                                |
| Campeonato Europeo de Natación                  |                                                 |                                                 |                                                 |
| Año                                             | Lugar                                           | Medalla                                         | Prueba                                          |
| 1995                                            | Viena (Austria)                                 | Medalla de oro                                  | 4 × 100 m estilos                               |